# 奥革阿斯
奥革阿斯是希腊神话中的厄利斯国王，太阳神赫利俄斯之子，拥有大批牲畜。歐律斯透斯要求赫拉克勒斯完成的十二項試煉之一就是在一天之内清理奥革阿斯的牲口圈，奥革阿斯也答应将他牲畜的十分之一作为报酬送给赫拉克勒斯。赫拉克勒斯将阿尔普斯河和佩纽斯河（一说是两者之一）的河水冲洗牲口圈，完成了任务。事后奥革阿斯反悔拒绝给赫拉克勒斯牲畜，于是赫拉克勒斯杀死了奥革阿斯及其儿子们。在公元前5世纪的奥林匹亚宙斯神庙的壁画上就有该描绘该故事内容的壁画作品，最早记录这则神话的文学作品为荷马的《伊利亚特》。
因传说奥革阿斯的牛圈30年从未打扫，污秽不堪，所以在西方常以“奥革阿斯的牛圈”来形容“最肮脏的地方或者积累成堆难以解决的问题”。